# Lapis (Zeitschrift)
Lapis ist eine Fachzeitschrift für Mineralien-Sammler. Es werden weltweite Funde vorgestellt und Hintergrundinformationen zu den bedeutendsten Fundstellen gegeben. Außerdem enthält das Magazin aktuelle Meldungen zu den Themen Mineralien, Edelsteine und Schmucksteine.
Die Zeitschrift Lapis erscheint seit 1976 monatlich elfmal im Jahr; das Juli/August-Doppelheft erscheint Anfang August. Seit 2024 erscheint die Zeitschrift alle zwei Monate in einer Doppelausgabe.
Nach Angabe des herausgebenden Christian Weise Verlags handelt es sich um die deutschsprachige Mineralien-Fachzeitschrift mit der weltweit höchsten Auflage.